# Edmond Demolins
Edmond Demolins, född 1852, död 1907, var en fransk sociolog.
Demolins studerade för Pierre Guillaume Frédéric Le Play men kom senare under Henri de Tourvilles inflytande. Från 1886 gav han tillsammans med de Tourville ut La science sociale. Även på skolväsendets område gjorde Demolins betydande insatser.